# Corgatha neona
Corgatha neona là một loài bướm đêm trong họ Erebidae.